# Kolonialdistrikt Kronprinsens Ejlande
Der Kolonialdistrikt Kronprinsens Ejlande war ein Kolonialdistrikt in Grönland. Er bestand von 1782 bis 1827.

## Lage
Der Kolonialdistrikt Kronprinsens Ejlande umfasste in der Zeit seines Bestehens die gleichnamige Inselgruppe (Kitsissut) in der Diskobucht und zeitweise auch die südlich gelegene Inselgruppe Kitsissuarsuit.

## Geschichte
Der Kolonialdistrikt wurde 1782 gebildet, als die Anlage Kronprinsens Ejlande in Kitsissut selbstständig wurde. Zwei Jahre später wurde sie zur Loge ernannt. Die große Pockenepidemie von 1785/86 wütete stark in Kitsissut. Im November 1785 gab es in jedem Haus Infizierte. Bis Februar 1786 waren 60 Personen gestorben. Die Loge kam in wirtschaftliche Bedrängnis. 1787 gründete man die Anlage in Kitsissuarsuit, um den Walfang voranzutreiben, aber sie wurde schon ein Jahr später der Kolonie Egedesminde unterstellt.
1791 lebten 58 Menschen in der Loge. Im selben Jahr wurde jeweils ein Haus auf den Inseln Oqaq und Qummarfik errichtet, um von dort aus Walfang zu betreiben. 1794 hieß es, dass Kronprinsens Ejlande nur durch den Walfang bestehen konnte, da die Einwohnerzahl zu gering für Handel war. Allerdings war auch der Walfang weiter recht erfolglos. Zwischen 1782 und 1798 wurden insgesamt nur 44 Wale gefangen. Das lag vor allem an der Konkurrenz durch englische Walfänger, die ganz in der Nähe jagten.
1796 wurde die Anlage in Kitsissuarsuit wieder Kronprinsens Ejlande zugerechnet und die Erträge des Walfangs verbesserten sich. 1805 gab es erst wieder 77 Einwohner. Während des Krieges von 1807 bis 1814 wurde die Loge als Magazin für zahlreiche aufgegebene Handelsplätze in Nord- und Südgrönland genutzt. Obwohl nun auch die Dänen mit den englischen Walfängern handelten, litt die Loge wie alle Koloniestandorte in Grönland unter dem Krieg (der vor allem ein dänisch-englischer war). Der Walfang wurde stark eingeschränkt. Qummarfik und Kitsissuarsuit wurden 1809 bzw. 1813 aufgegeben und der Betrieb in der Loge reduziert, sodass nur noch ein Oberassistent, ein Speckschneider und fünf Mann dort angestellt waren. Anschließend wurden die Loge und die Anlage in Kitsissut und Kitsissuarsuit wieder aufgebaut. 1821 waren in der Loge wieder ein Kaufmann, ein Assistent, ein Vorsteher, ein Speckschneider, ein Böttcher, zwei Zimmermänner, ein Koch und fünf Matrosen tätig.
1825 wüteten die Pocken in Kitsissuarsuit, und der Walfang an beiden Orten war vollständig zum Erliegen gekommen, sodass die Loge 1827 aufgegeben wurde und das Gebiet Teil des Kolonialdistrikts Egedesminde wurde.

## Orte
Folgende Orte gehörten dem Kolonialdistrikt Kronprinsens Ejlande an:
- Kitsissuarsuit
- Kitsissut